# Leányvár
Leányvár é um município da Hungria, situado no condado de Komárom-Esztergom. Tem 7,25 km² de área e sua população em 2015 foi estimada em 1.818 habitantes.